# Areálová lingvistika
Areálová lingvistika neboli jazykový zeměpis je jazykovědná disciplína, která se zabývá vztahy (podobnostmi, odlišnostmi, vzájemným vlivem a vztahy) mezi jazyky nebo jazykovými varietami (např. dialekty) v prostoru.